# Eupithecia muricolor
Eupithecia muricolor är en fjärilsart som beskrevs av Louis Beethoven Prout 1938. Eupithecia muricolor ingår i släktet Eupithecia och familjen mätare. Inga underarter finns listade i Catalogue of Life.